# Auguste d'Anhalt-Plötzkau
Auguste (14 juillet 1575, Dessau – 22 août 1653, Plötzkau) est un prince allemand de la maison d'Ascanie. Il est successivement prince d'Anhalt (1586-1603) et prince d'Anhalt-Plötzkau (1603-1653).
Il est le quatrième fils du prince Joachim-Ernest d'Anhalt, le deuxième par sa deuxième femme Éléonore de Wurtemberg. Il succède à son père à la tête de la principauté d'Anhalt conjointement avec ses six frères en 1586. En 1603, les cinq fils survivants de Joachim-Ernest se partagent l'Anhalt. Auguste obtient Plötzkau et sa région.

## Descendance
Le 25 janvier 1618, Auguste épouse Sibylle (19 octobre 1590 – 23 mars 1659), fille du comte Jean-Georges Ier de Solms-Laubach. Ils ont huit enfants :
- Jeanne (24 novembre 1618 – 3 mai 1676) ;
- Ernest-Gottlieb (4 septembre 1620 – 7 mars 1654), prince d'Anhalt-Plötzkau ;
- Lebrecht (8 avril 1622 – 7 novembre 1669), prince d'Anhalt-Plötzkau puis d'Anhalt-Köthen ;
- Dorothée (20 juin 1623 – 6 décembre 1637) ;
- Ehrenpreis (21 juillet 1625 – 21 juillet 1626) ;
- Sophie (11 juillet 1627 – 24 novembre 1679) ;
- Élisabeth (21 mars 1630 – 17 avril 1692) ;
- Emmanuel (6 octobre 1631 – 8 novembre 1670), prince d'Anhalt-Plötzkau puis d'Anhalt-Köthen.